# Museum Berggruen
Muzeum Berggruena (znane również jako Kolekcja Berggruena) – berlińskie muzeum sztuki nowoczesnej poświęcone w dużej mierze twórczości Pabla Picassa oraz twórców klasycznej awangardy. Berggruen Collection jest częścią Galerii Narodowej w Berlinie.

## Historia
Budynek, w którym znajduje się muzeum, został zaprojektowany przez niemieckiego architekta Friedricha Stülera. Naprzeciw niego znajduje się Pałac Charlottenburg. Muzeum zostało otwarte w 1996 za sprawą kolekcjonera i handlarza Heinza Berggruena, który sprzedał swoją kolekcję Fundacji Pruskiego Dziedzictwa Kultury za kwotę 253 milionów marek. Z biegiem kolejnych lat Berggruen przekazywał muzeum kolejne eksponaty, m.in. gwasz Picassa „Nu Jaune” będący studium do Panny z Awinionu czy rzeźbę Alberta Giacomettiego, Stojąca kobieta III.
W 2013 zakończyły się prace, które pozwoliły na zaadaptowanie kolejnego budynku „Kommendantenhaus” przy Spandauer Damm, do prezentacji powiększającej się kolekcji oraz założenie od strony dziedzińca ogrodu i przystosowanie go do możliwości prezentowania rzeźb.

## Kolekcja
Trzon kolekcji stanowi ponad sto prac Picassa: od pierwszej grafiki z okresu studiów w 1897 roku po dzieła powstałe w 1972. Muzeum posiada również bogatą kolekcję dzieł innych artystów, m.in. Paula Klee (sześćdziesiąt obrazów z okresu 1917–1940), Henri Matisse’a (dwadzieścia prac, a w tym piętnaście kolaży) czy Alberta Giacomettiego i Georgesa Braque.